# Ahn Chang-ho
An Chang-ho (Coreano:안창호, hanja:安昌浩, 1876-1938), también conocido como Dosan fue un prócer coreano, un pedagogo y activista a favor de la independencia coreana durante la anexión japonesa de ese país.

## Primeros años
Ahn nació como Ahn Ch'i-sam, el 6.º día del décimo mes lunar de 1876 (esto cuadra con el 10 de noviembre de 1878, pero Dosan usaba el 9 de noviembre de 1876), en la provincia de Kangso Pyeongan, hoy Pyongan del Sur, Corea del Norte. Ahn es el apellido, chi el marcador generacional, y sam, era su rango por ser el tercer hijo de Ahn Kyon-jin (padre), y Hwang (madre). Se cree que cambió su nombre a Chang-ho cuando empezó a dar discursos públicos en su adolescencia. Su padre también cambió su nombre Ahn Kyon-jin a Ahn Heung-guk, (supuestamente en honor a su padre). En 1896, Ahn se mudó a Seúl donde asistió a la Gusae Hakdang, una escuela misionaria en Seúl dirigida en Horace G. Underwood y Rev. F.S. Miller. Eventualmente se convirtió al Cristianismo en un lapso de 4 años.

## Inmigración hacia losEstados Unidosy últimos años
En 1902, Ahn fue a San Francisco con su esposa Helen (Lee Hye Ryon), con el objetivo de conseguir una mejor educación. Mientras vivía en California, presenció una pelea en la calle entre dos mercaderes coreanos. Ahn aparentemente se disgustó mucho por la falta de educación entre sus compatriotas, así que empezó a dedicar su tiempo para reformar a la diáspora coreana local, hasta convertirse en uno de los primeros líderes de la comunidad Coreano-Estadounidense. Fundó la Sociedad de Amistad en 1903, el primer grupo exclusivamente para coreanos en los Estados Unidos. En 1906, estableció la Mutual Assistance Society (MAS), la primera organización política en los Estados Unidos. El MAS eventualmente se fundiría con la Sociedad Coreanos Unidos en Hawái para volverse la Asociación Nacional Coreana (대한인국민회; 大韓人國民會) en 1909, el agente oficial de Corea en los Estados Unidos hasta el final de la Segunda Guerra Mundial.
En 1926, Dosan regresó a Corea, para nunca volver a los Estados Unidos. Durante su vida allí fue arrestado y llevado a prisión por los ocupantes japoneses en más de cinco oportunidades debido a su patriotismo y actividades independentistas. La primera vez fue arrestado junto con Ahn Chung Gun por el asesinato de Itō Hirobumi, el General Residente japonés en Corea. Fue torturado y castigado numerosas veces durante sus años de activismo. Nunca se dio por vencido en su causa, ni renunció a su amor patriota.
Muchos consideran a Ahn Chang-ho como uno de los líderes morales y filosóficos de Corea durante el siglo XX. En el caos que siguió a la ocupación japonesa de su país, llamó muchas veces a la renovación moral y cultural del pueblo coreano a través de la educación, como uno de los principales componentes de su lucha independentista.

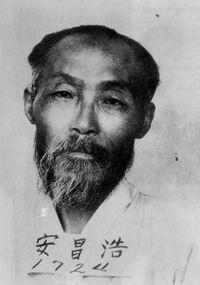
An Chang-ho (1937).

En 1937, las autoridades japonesas arrestaron a Ahn, pero debido a su avanzada enfermedad, fue liberado y transferido al Hospital de la Universidad de Kyungsung donde murió el 10 de marzo de 1938.

## Homenajes y monumentos
Se construyó un parque en su honor llamado Parque Dosan (coreano: 도산공원) y un museo en Gangnam-gu, Seúl. otro monumento se construyó en Riverside, California para honrarlo. la casa familiar de Ahn en el 36th Place de Los Angeles fue restaurada por la Universidad del Sur de California, a la cual asistió, aunque nunca vivió en el campus. La Ciudad de Los Ángeles ha declarado la intersección del Boulevard Jefferson y la calle Van Buren como "Dosan Ahn Chang Ho Square" en su honor.
A su vez, el Arte Marcial Taekwondo, en su variedad ITF, le ha dedicado un Tul (forma), el DO-SAN TUL (6.º gup), de 24 movimientos que representan su vida dedicada a la educación del pueblo coreano